# اقبیل
اقبیل (به عربی: أقبيل) یک شهرداری در الجزایر است که در استان تیزی وزو واقع شده‌است.